# Анфимов, Никита Владимирович
Никита Владимирович Анфимов — советский и российский археолог, доктор исторических наук, профессор, почётный гражданин Краснодара.

## Биография[1]
- Родился в 1909 году в имении своей бабушки Ярошовка Харьковской губернии, как по отцовской, так и по материнской линии имел дворянские корни, вместе с фамилиями Орловых и Беклемишевых накрепко вплетенные в российскую историю.
- с 1925 года — внештатный сотрудник Кубанского научного музея (ныне Краснодарский историко-археологический музей-заповедник им. Е. Д. Фелицына).

 — участвовал в исследовании древних меотских городища на правом берегу реки Кубань в районе станиц Елизаветинской и Марьянской;
 — обнаружил в Краснодаре могильники на улице Почтовой.
- с 1930 года — штатный сотрудник указанного музея.
- с 1931 года — студент на Центральных курсах музейных работников в Истре.
- в 1934 году — зачислен на 3-й курс исторического факультета в Краснодарский пединститут (ныне КубГУ).
- с 1937 года — преподаватель КубГУ (кафедра всеобщей истории).
- в 1938 году — защитил кандидатскую диссертацию «Основные этапы развития культуры меото-сарматских племен Прикубанья» в Институте археологии АН СССР (фактически в СССР это была первая научная работа, в которой при исследовании оседлых меотов как племени те были выделены от других кочевников).
- с 1936 года — руководил в организованных им археологических экспедициях от музея, произвел всего около сотни раскопок.
- нашел и описал сотни памятников археологии: курганов, могильников, редантов, дольменов.
- разработал первую периодизацию меотской культуры, при этом более 15 лет принимал непосредственное участие в раскопе Семибратнего городища.
- с 1936 года — доцент
- в 1972  на раскопе Казазовского могильника в Адыгее нашел меотское городище, а над ним — 900 средневековых погребений.

Еженедельник «Краснодар» № 8(280) опубликовал о нём следующие факты : 

...Анфимову принадлежит честь открытия научному археологическому миру эталонных памятников меотской культуры, таких как Усть-Лабинский могильник №2.
...Анфимовым обнаружены и описаны сотни археологических памятников, в том числе — более 150 меотских городищ. Сведения об этом легли в отчеты и сегодня хранятся в архивах Института археологии и Краснодарского музея-заповедника им.Фелицына и представляют богатейший материал для дальнейшего исследования меотской культуры.
...Анфимов был живой энциклопедией древней истории Кубани, в такой полноте её никто не знал. Он был по-настоящему единственным копающим археологом в крае, и работа его так захлестывала, что все опубликовать, что он собрал, изучил, исследовал, Анфимов просто не успевал физически. Он хотел объять необъятное. И отчасти ему это удалось.

## Научная деятельность
- опубликовал более 60-ти научных трудов
- Анфимов Н. В. Денежное обращение на Елизаветинском городище — эмпории Боспора на Средней Кубани, «Вестник древней истории», 1966, №2.
- Анфимов Н. В. Новые данные к истории Азиатского Боспора.
- Анфимов Н. В. Рыбный промысел у меотов.[3]
- Анфимов Н. В. Из прошлого Кубани, [2 изд.]. — Краснодар, 1958.

## Публицистика по археологии
- Анфимов Н. В. Книга «Древнее золото Кубани» (переведена на иностранные языки)
- Анфимов Н. В. Книга «Из прошлого Кубани»
- Анфимов Н. В. Книга «Древние поселения Прикубанья»
- Анфимов Н. В. Книга «Курганы рассказывают»

## Дети
- Сын Игорь[1] — на момент смерти был старшим научным сотрудником отдела археологии краснодарского музея-заповедника, совместно с Е. А. Хачатуровой опубликовал «Дневники М. В. Покровского и Н. В. Анфимова 1927—1928 гг. (материалы к истории археологии Кубани)»[4].
- Дочь Татьяна — посвятила свою жизнь преподаванию истории в одной из школ Краснодара [5]

## Память
- улица Археолога Анфимова в пос. Берёзовый г. Краснодара